# Hůrka (Prášily)
Hůrka (německy Hurkenthal) je zaniklá sklářská ves na Šumavě, asi 7 km východně od Železné Rudy, dnes základní sídelní jednotka obce Prášily. První část vsi byla založena roku 1732 při sklářské huti Hafenbrädlů, původně nazývané Česká huť. Roku 1766 byla nedaleko založena nová sklárna, v místě dnes zvaném Hůrka, přibližně jeden kilometr jihozápadně od Hůreckého vrchu. Místu staré hutě se začalo říkat Stará Hůrka (Althurkenthal) nebo Stará Nová Hůrka a nové osadě pro sklářské dělníky Nová Hůrka.
Od roku 1869 do 30.června 1952 byla ves osadou tehdejší obce Stodůlky, k 1. lednu 1955 je osada vedena jako zaniklá.. Od 1. července 1952 byla osada Hůrka součástí nově vzniklého Vojenského újezdu Dobrá Voda. K 1.červenci 1952 byl kostel sv. Vincence Ferrerského a hřbitov v Hůrce uzavřen ve smyslu výnosu Ministerstva národní obrany v Praze ze dne 14. února 1951, číslo 662-Hss-1951 pro vojenský újezd. Poslední pohřbení na hřbitově v Hůrce bylo provedeno dne 29. dubna 1947 farářem P. Karlem Pavlem Janečkem ze Železné Rudy. Po uplynutí 10leté plecí doby byl hřbitov v Hůrce úředně zrušen k 1. červenci 1962 tehdejším Okresním národním výborem v Klatovech. Podle dochovaných úředních dokumentů ze dne 23. června 1951 se souhlasem Biskupské konsistoře v Českých Budějovicích a Okresního národního výboru v Sušici byly z kostela v Hůrce odvezeny varhany, hodiny, zvon a oltář na Farní úřad v Železné Rudě administrátorem P. Janem Kubínem.

## Historie
Ves byla založena roku 1732 při sklářské huti a byla označována jako Česká huť, když šlo tehdy o  jedinou huť na české straně zdejší části Šumavy. Sklárna byla známa především výrobou benátských zrcadel. Součástí sklárny byly i brusírny a chladírny skla, voda sem byla přiváděna kanálem od umělé hráze blízkého jezera Laka.
Roku 1789 dal Ignác Hafenbrädl ve vesnici postavit kostel zasvěcený svatému Vincenci Ferrerskému. Později (1820) pak byla nedaleko vystavěna hřbitovní kaple svatého Kříže, která sloužila jako hrobka sklářských rodin Abelů a Hafenbrädlů. Některé rakve byly částečně prosklené. V Hůrkách kromě skláren a obytných budov stával zámeček, hotel U jezera Laka, hostinec, pošta, dva mlýny a lesovna.
V roce 1836 zde byl postaven tzv. Turecký dům pro propagaci výrobků sklárny pro turecké obchodníky. Kocem 19. století začala sklárna upadat a ves začínala chudnout, po vzniku Československa začala být jedním z cílů rozvíjejícího se turistického ruchu a začala opět bohatnout. V roce 1930 zde v 25 domech žilo 382 obyvatel, z toho 380 se hlásilo k německé národnosti.

### Rod Abelů

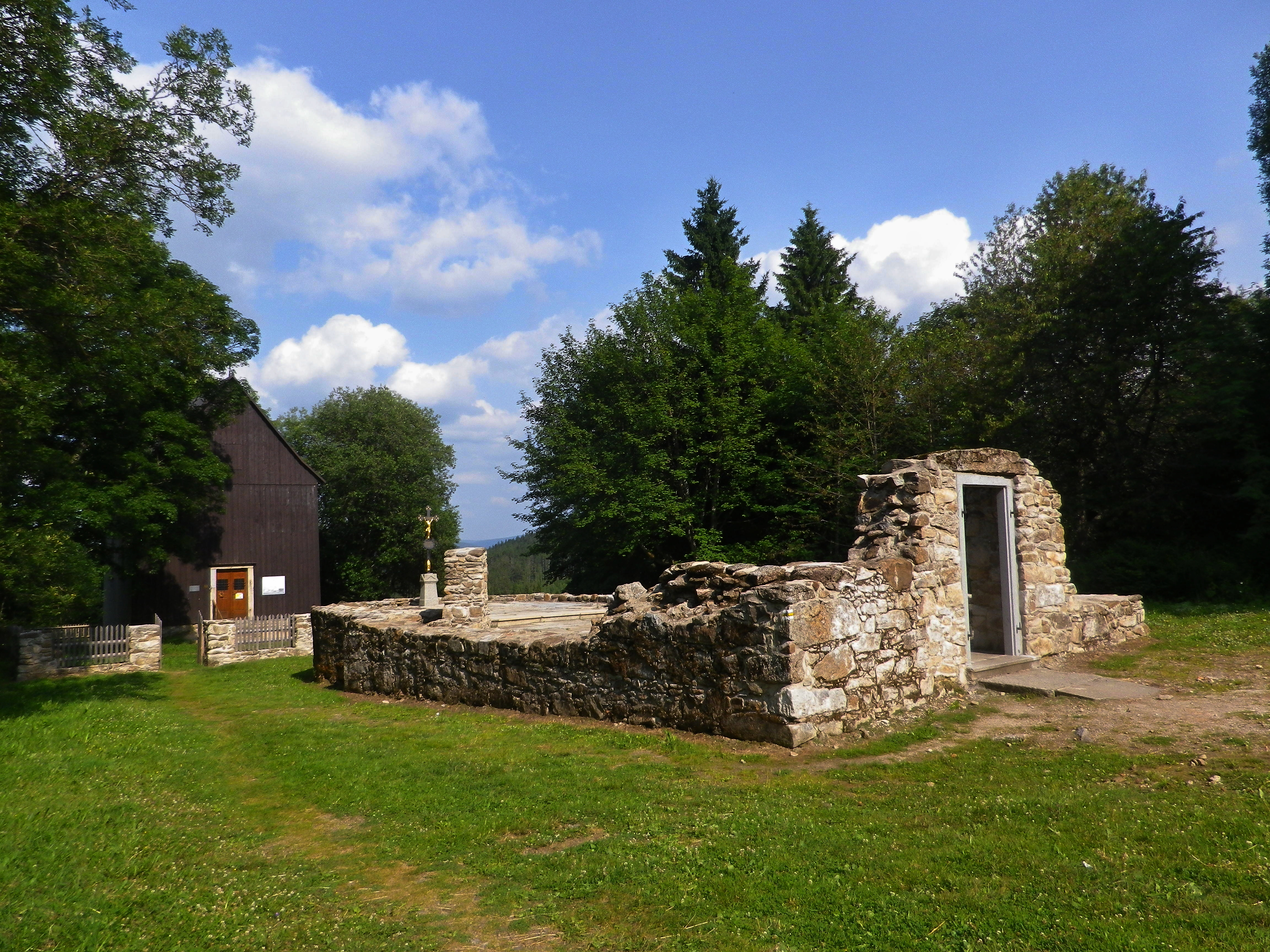
Pozůstatky kostela sv. Vincence

Sklářský rod Abelů vládl téměř celou první polovinu 19. století sklářskému průmyslu na Železnorudsku. Výrobky (zrcadla, tabulová skla, křišťál a barevné sklo) z jejich skláren se exportovaly do celého tehdejšího světa. Jiří Kryštof Abele (1776–1833) patřil k těm, za jejichž vedení dosáhla rodina Abelů maximální prosperity. Vlastnil sklárny na Hůrce, Debrníku, ve Starém Brunstu v Novém Brunstu, v Alžbětíně a Ludwigsthalu. Po jeho smrti po něm zůstali tři synové: Kryštof, Ferdinand a Vilém. Po smrti Jiřího Kryštofa Abele byl jmenován generálním zplnomocněncem celé pozůstalosti jakož i poručníkem jeho nezletilých synů jeho bratr Ferdinand Abele (1792–1853). Správu pražského továrního skladu vedl jeho bratr Bedřich Abele (1795–1859). Spory mezi Ferdinandem, který rodinný majetek pečlivě spravoval, a Bedřichem, který naopak obchodu svým lehkovážným stylem života spíše škodil, vedl nakonec k tomu, že Ferdinand předal roku 1836 vedení rodinného majetku svému synovci Kryštofu Abelovi (1812–1878). Velkopanský a rozmařilý život některých členů rodiny vedl v roce 1845 k náhlému krachu a rozpadu celého jejich rodového majetku. Sklářská tradice rodu definitivně skončila ve čtvrté generaci Abelů osobou Kryštofa Mikuláše Abele mladšího. Ten si z výnosu dražby zámečku na Debrníku nechal v Železné Rudě postavit (1877) rok před svým skonem (1878) luxusní vilu. V ní se dnes nachází Muzeum Šumavy a informační centrum. Další potomci rodu Abelů se pak už věnovali jiným povoláním.

### Po druhé světové válce
Po druhé světové válce bylo německé obyvatelstvo odsunuto, hotel U jezera Laka zůstal fungovat, v roce 1947 však vyhořel. V roce 1949 se zde natáčel český film Divá Bára. Zanedlouho poté se ves (s výjimkou Nových Hůrek) ocitla v pohraničním pásmu železné opony, resp. vojenském prostoru se střelnicí. Budovy (včetně kostela) byly zničeny, s jedinou výjimkou hřbitovní kaple, která přečkala do konce komunismu, ovšem značně zpustošená. Kaple se prý hodila jako dělostřelecká pozorovatelna..
Po odsunu původních německých obyvatel a konfiskaci jejich nemovitostí se staly jediným vlastníkem Československé státní lesy, národní podnik se sídlem v Praze - příděl o výměře 1608 ha a budovy, zapsané v pozemkové knize pro katastrální území Hůrka, číslo knihovní vložky 361.
V roce 1988 začala obnova kaple za pomoci místních dobrovolníků, po pádu komunismu v roce 1989 i za pomoci bývalých odsunutých obyvatel. V roce 2002 byla kaple vysvěcena. V roce 2011 byla do kaple umístěna skleněná socha Krista od výtvarnice Vladimíry Tesařové, když jako materiál pro trnovou korunu posloužil ostnatý drát z hraničního plotu.
V roce 2006 se na místě Hůrky rozkládaly louky, bývalou obec připomínaly chráněné stromořadí 116 javorů a lip (Hůrecká alej) a kaple, která byla na přelomu 21. století zabezpečena a opravena. Na kapli byla umístěna tabule informující o historii obce a pamětní deska obětem zabitým v době komunismu na státní hranici – úseku Šumava. V okolí bylo několik náhrobků z původního hřbitova i nově upravených.
Část luk sukcesním vývojem zarůstá dřevinami a mění se tak přirozeně v les.

## Pamětihodnosti
Hřbitovní kapli svatého Kříže zřídil Jiří Kryštof Abele roku 1820. V kryptě bylo původně pochováno (ve skleněných rakvích) 23 členů rodu Abelů včetně jejich rodinného lékaře Josefa Klostermanna, otce Karla Klostermanna, česķého spisovatele se zaměřením na oblast Šumavy.
V červnu 1951 byla zlikvidována hrobka rodiny Abelů a Hafenbrädlů, ostatky byl zakopány na hřbitově a kovové rakve byly prodány do sběrných surovin. Likvidaci měli provést zaměstnanci strojní traktorové stanice. Podle některých autorů měli likvidaci provést vojáci z nedaleké posádky, ostatky měly být znesvěceny a rozstříleny.

## Galerie

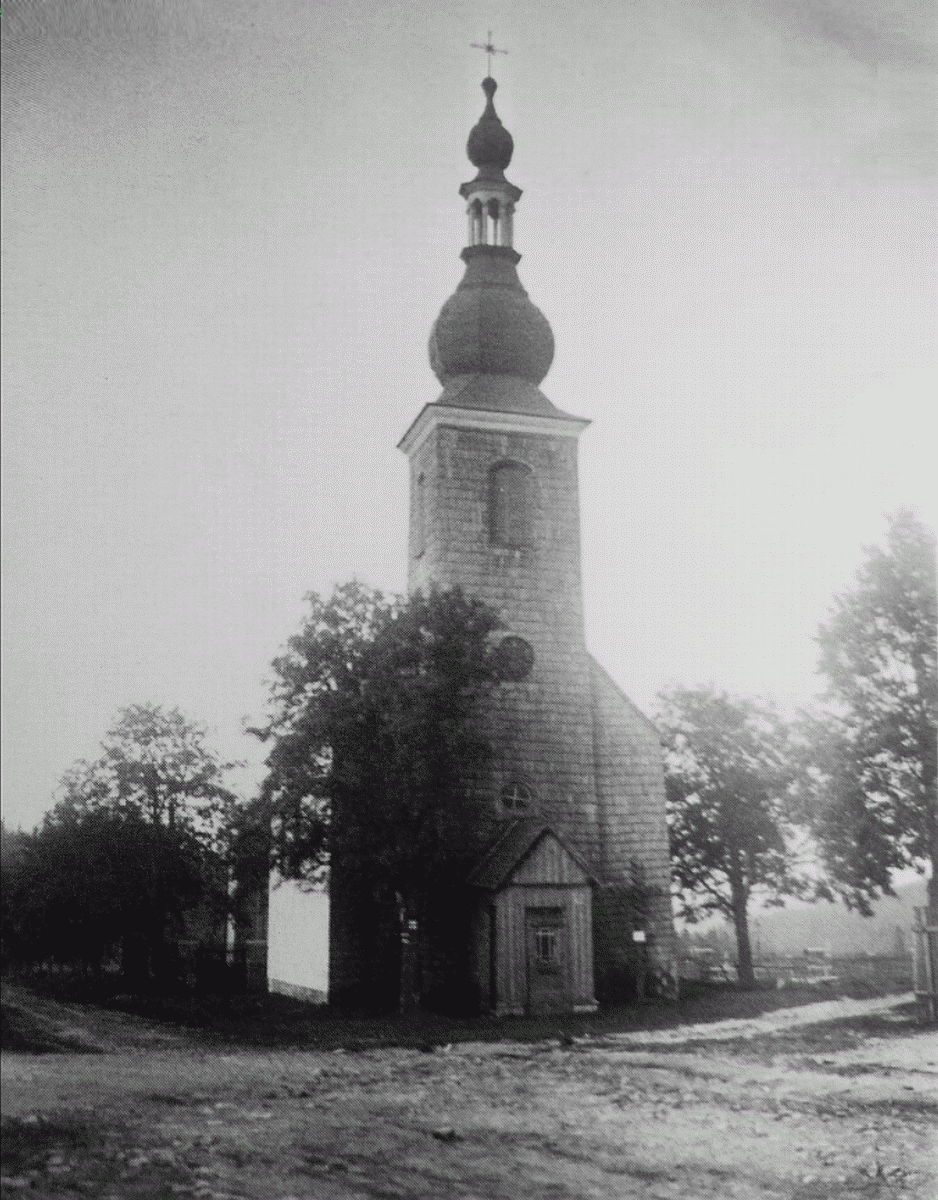
Pohled na kostel svatého Vincence Ferrerského od západu (1930)
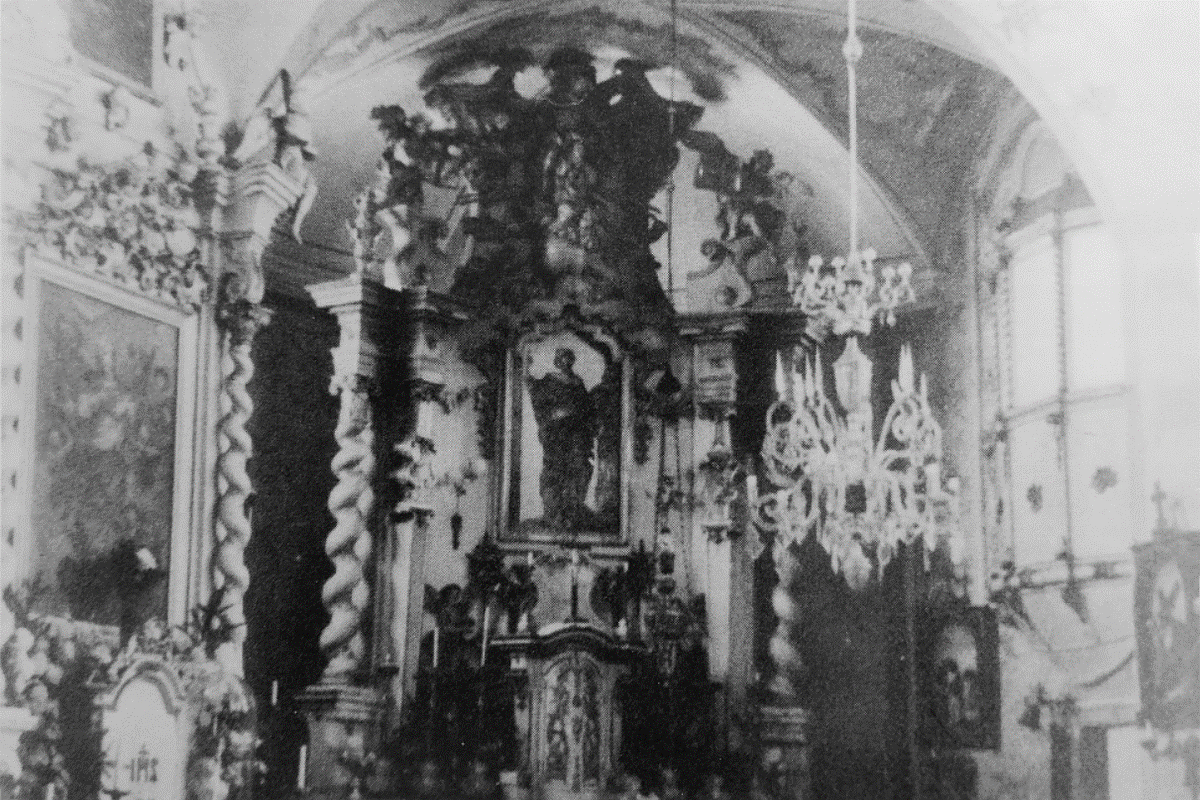
Interiér kostela s hlavním oltářem z 18. století (1930 až 1945)
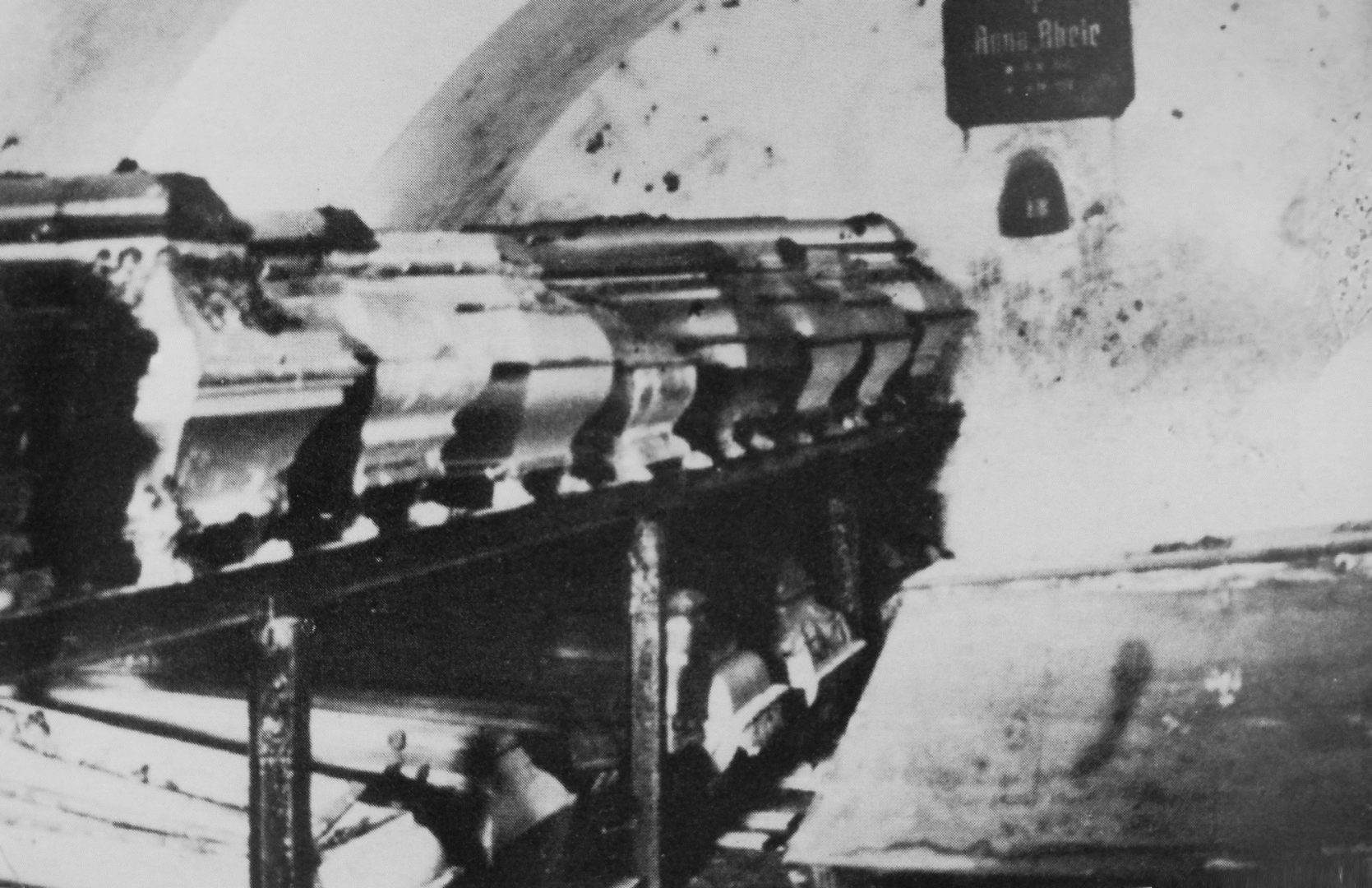
Hřbitovní kaple svatého Kříže s ostatky sklářské rodiny Abelových (1920)
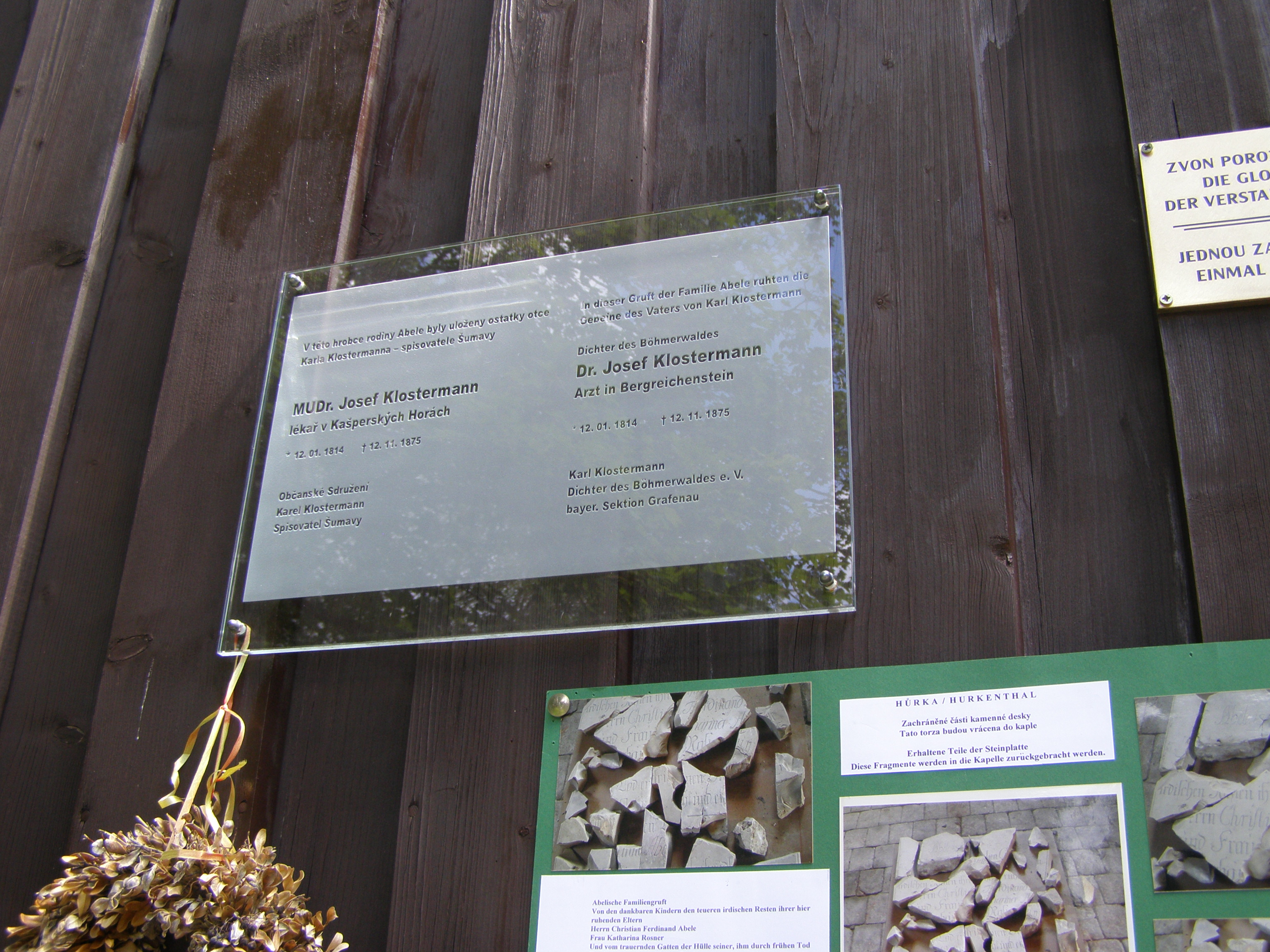
Pamětní deska Josefa Klostermanna na hřbitovní kapli
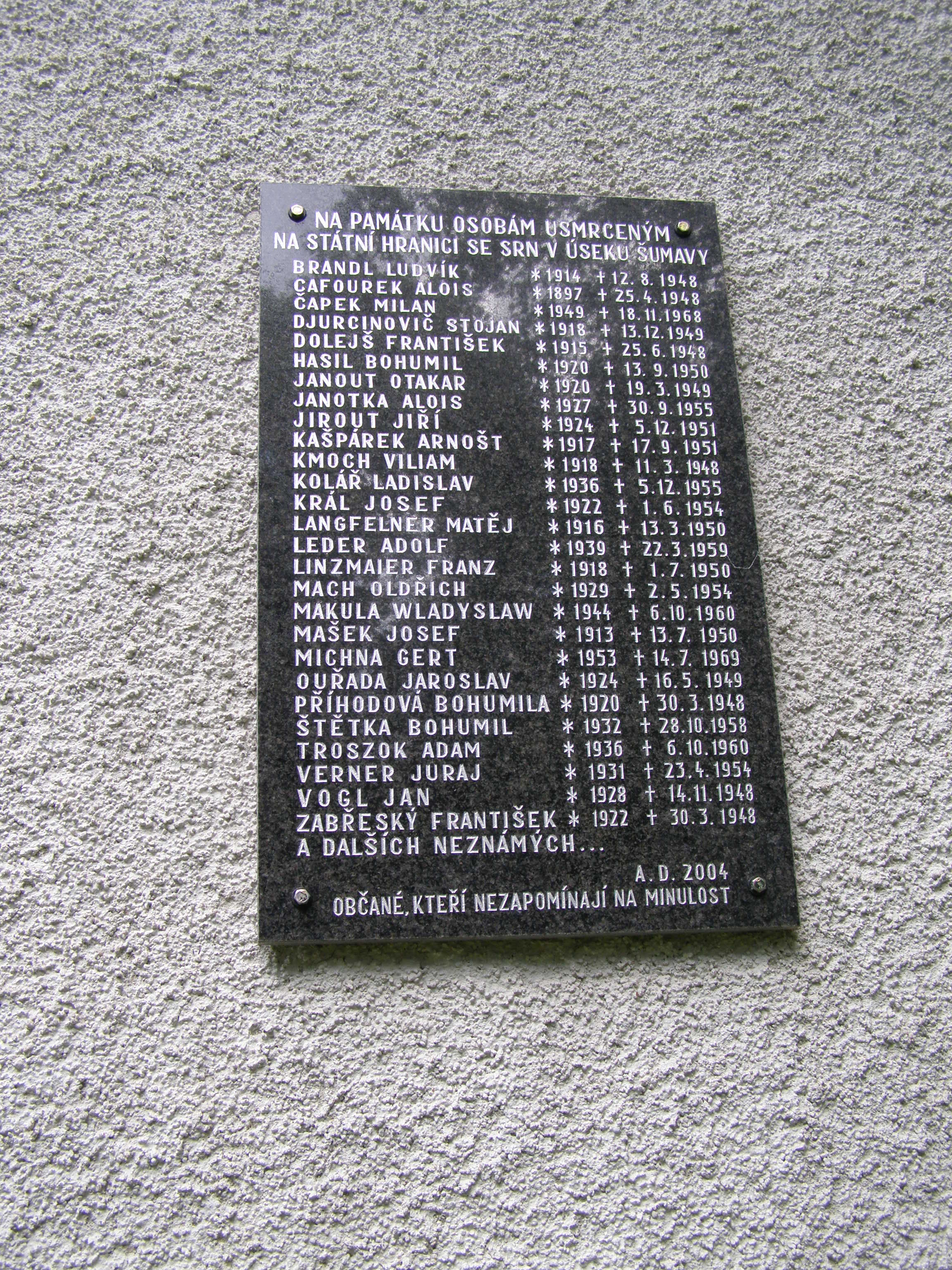
Pamětní deska osobám usmrceným na státní hranici se SRN v úseku Šumavy